# Roscoe Frank Sanford
Roscoe Frank Sandford (Faribault, 6 ottobre 1883 – Pasadena, 7 aprile 1958) è stato un astronomo statunitense, specializzato nella spettroscopia delle stelle al carbonio.

## Biografia
Maggiore dei cinque figli di Frank W. Sanford e di Alberta Nichols, dopo aver completato gli studi elementari e superiori nella sua città natale, frequentò l'Università del Minnesota, dove si laureò nel 1905.
Dopo essere stato professore di liceo per un anno, ottenne un lavoro da aiutante all'Osservatorio Lick. Il Carnegie Institution for Science di Washington ha approvato il piano di Lewis Boss per compiere osservazioni astronomiche in America del Sud, in cui Sanford venne selezionato come accompagnare la spedizione. Il gruppo, di nove uomini, si dedicò quasi due anni nell'osservare le stelle più luminose visibili nell'Emisfero australe, realizzando osservazioni telescopiche e letture con lo strumento dei passaggi. Invece di tornare negli Stati Uniti, nel 1911 lavorò a Santiago del Cile, sviluppando il suo interesse per l'espectrografia stellare utilizzando la fotografia. Tra i suoi lavori figurava la misurazione di velocità delle Nuvole di Magallanes, il primo studio di velocità extra galattiche.
Ritornato all'Osservatorio Lick nel 1915, ne divenne membro stabile nel 1917, lo stesso anno nel quale conseguì il dottorato di studi all'Università della California e sposò Mabel Aline Dyer, con cui ebbe cinque figli: Jane, Eleanor, Wallace, Allan e Marguerite.
Sanford passò un breve periodo lavorando all'Osservatorio Dudley, collaborando nel frattempo in continuazione con il personale dell'Osservatorio di Monte Wilson, nel quale trascorse la maggior parte del resto della sua carriera scientifica, prima di andare in pensione nel 1949.
Pubblicò più di sessanta articoli scientifici, molti dei quali sulla spettrografia delle stelle binarie, variabili e variabili Cefeidas, includendo misurazioni delle loro velocità radiali. Il suo contributo più significativo fu lo studio delle classi stellari R- e N-, appartenenti al tipo delle nane rosse fredde (posteriormente riclassifiicate come stelle al carbonio).
Nel 1944 divenne presidente della Società Astronomica del Pacifico e prese parte a due commissioni (XXIX e XXX) dell'Unione Astronomica Internazionale. Parlava fluentemente lo spagnolo, lingua in cui scrisse anche due articoli.
Morì nella sua casa di Pasadena nel 1958.

## Eponimia
- Il cratere lunare Sanford porta questo nome in sua memoria.[2]